# James F. Mead
James Franklyn Mead (* Oktober 1916 in Evanston, Illinois; † 30. November 1987 in Los Angeles, Kalifornien) war ein US-amerikanischer Biochemiker.
James F. Mead lehrte Biochemie und Ernährungswissenschaft an der University of California, Los Angeles. Er arbeitete auf dem Feld der Fettchemie. Im Jahr 1976 veröffentlichte er zusammen mit Armand Fulco das Buch The Unsaturated and Polyunsaturated Fatty Acids in Health and Disease, ein auch heute noch zitiertes Werk. Nach ihm ist die Mead-Säure benannt.